# Surinam Airways
Surinam Airways ou SLM (code AITA : PY ; code OACI : SLM) est une compagnie aérienne du Suriname créée en 1955, basée à Paramaribo (PBM).
La compagnie figure sur la liste des transporteurs aériens interdits dans l'Union européenne.

## Histoire
La compagnie a été fondée en 1953 pour relier les villes dans ce qui était alors connu comme la Guyane hollandaise ou Suriname. Le service initial entre Paramaribo et Moengo s'est vite étendu à d'autres destinations, avant la création officielle de Surinaamse Luchtvaart Maatschappij (SLM) le 30 août 1962. La compagnie aérienne est devenue le transporteur national après l'indépendance du Suriname le 25 novembre 1975. Il est la propriété exclusive du gouvernement du Suriname.
Elle avait commencé ses activités dans les années 1955 entre Paramaribo et Moengo, une petite ville minière.

## Flotte

### Flotte actuelle
En janvier 2023, Surinam Airways exploite trois avions : un Boeing 737-800 en location sans équipage ; un Airbus A320-200 et un A340-300 en location avec équipage.

### Flotte historique
Surinam Airways a exploité les avions suivants tout au long de son histoire,, :
- Airbus A340-300
- Beech G-18S
- Bell 47G (Hélicoptère)
- Boeing 707-320C
- Boeing 737-200
- Boeing 737-300
- Boeing 737-700
- Boeing 747-200B
- Boeing 747-300SCD
- Boeing 777-200ER
- Cessna UC-78C Bobcat
- Cessna 170B
- Cessna 206
- de Havilland Canada DHC6-100 Twin Otter
- de Havilland Canada DHC6-300 Twin Otter
- DHC-8-300
- Douglas C-47A
- Douglas C-47B
- Douglas DC-6A
- Douglas DC-6B
- Douglas DC-8 Series 50
- Douglas DC-8 Super 60 Series (-62 & -63)
- McDonnell Douglas DC-9-50
- McDonnell Douglas MD-80
- Piper PA-18
- Piper PA-23-160 Apache E

## Galerie

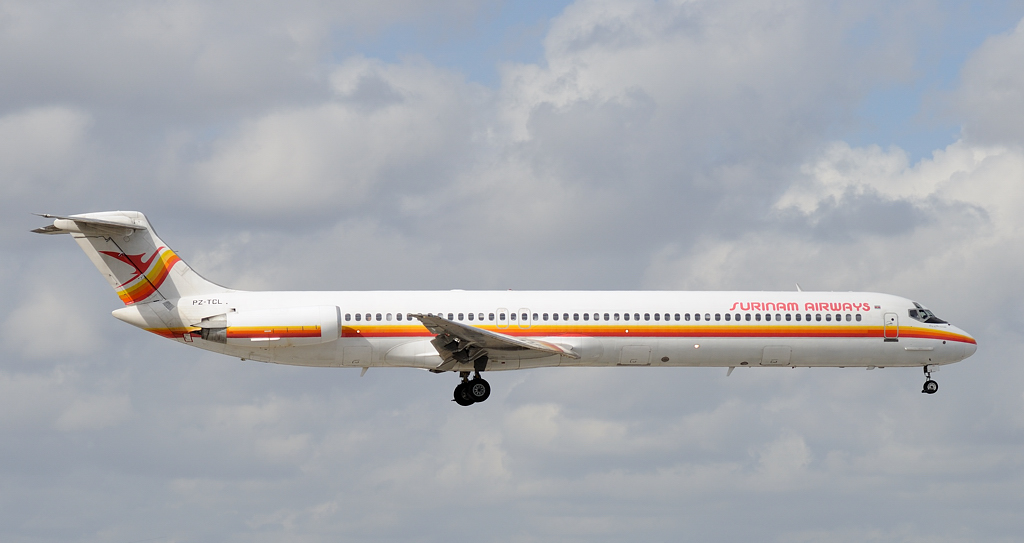
Un McDonnell Douglas MD-82 atterri à l'aéroport international de Miami en 2009.
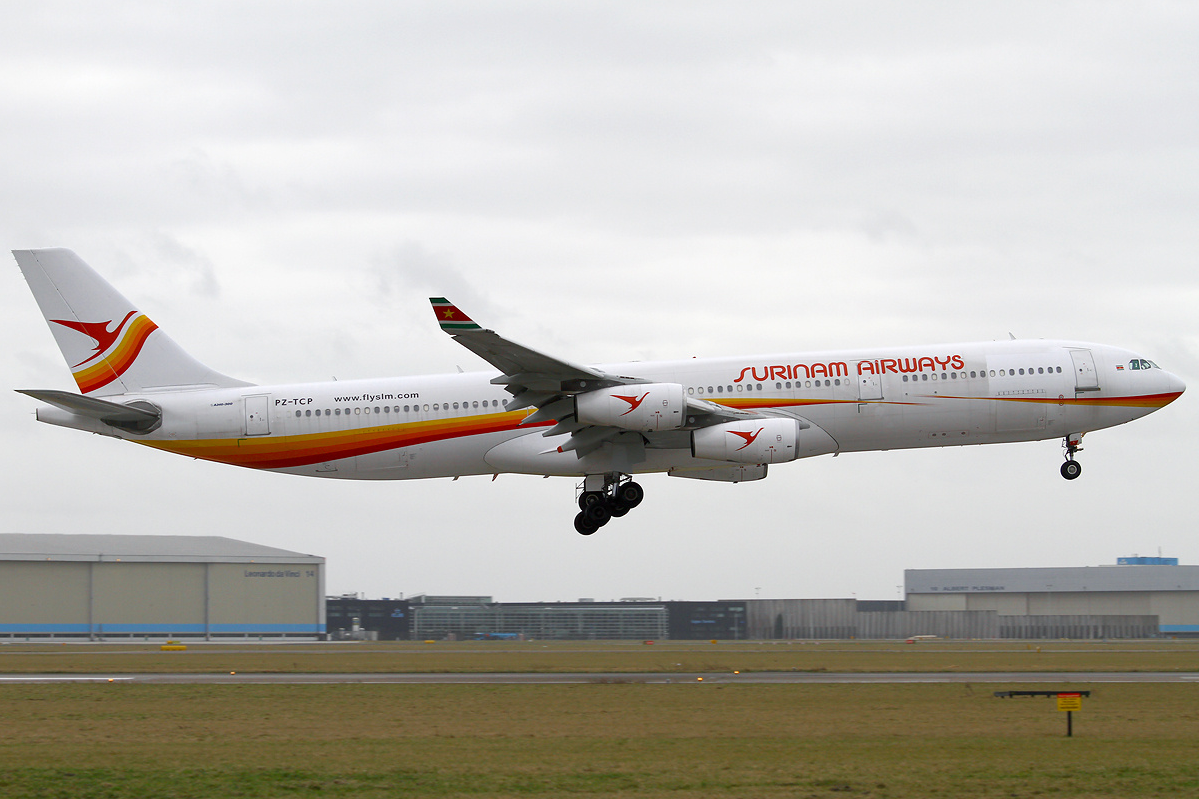
Surinam Airways A340-300.
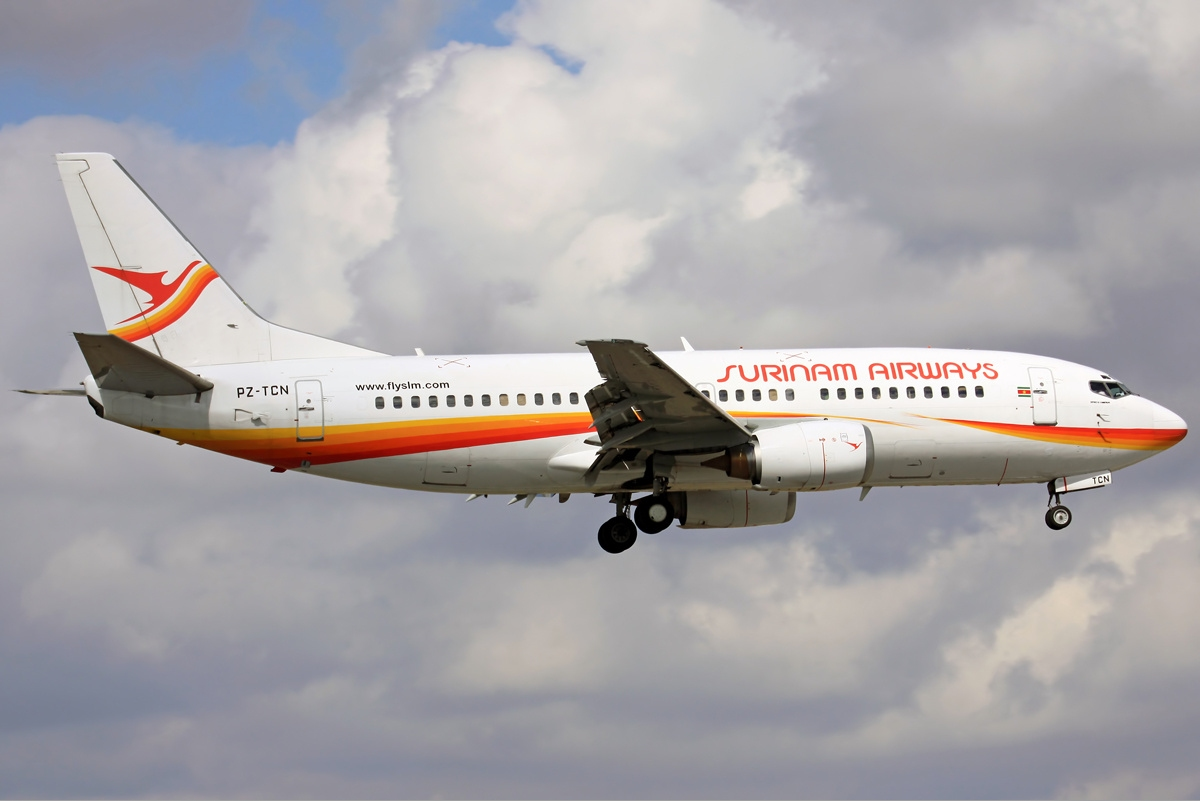
Surinam Airways 737-300.

## Accident
- Le 7 juin 1989, le Vol Surinam Airways 764, un Douglas DC-8, s'est écrasé près de Paramaribo. Sur les 187 passagers et membres d'équipage à bord du vol, seulement 11 ont survécu. La catastrophe reste la pire catastrophe aérienne dans l'histoire du Suriname.